# Mémorial terre-neuvien de Beaumont-Hamel
Pour un article plus général, voir Sites funéraires et mémoriels de la Première Guerre mondiale (Front Ouest).
Le mémorial terre-neuvien de Beaumont-Hamel est un mémorial honorant les soldats du dominion de Terre-Neuve morts durant la Première Guerre mondiale, situé sur le territoire de la commune de Beaumont-Hamel, dans le département de la Somme. Sur un terrain de trente hectares, correspondant au champ de bataille sur lequel le Régiment royal de Terre-Neuve (Royal Newfoundland Regiment) fut quasiment anéanti au matin du premier jour de la bataille de la Somme, le
1er juillet 1916, a été aménagé un parc dans lequel on peut voir plusieurs monuments commémoratifs et cimetières militaires ainsi que des vestiges du champ de bataille. Ce mémorial appartient au Canada.

## Histoire du mémorial
L'île de Terre-Neuve a participé à la Première Guerre mondiale car elle faisait alors partie de l'Empire britannique.
La Bataille de la Somme était le premier grand combat du Régiment royal de Terre-Neuve, et pendant l'assaut qui dura approximativement trente minutes, il fut presque entièrement anéanti, 801 hommes mis hors de combat sur 865 dès le début de l'offensive de la Somme au matin du 1er juillet 1916.
En 1921, le gouvernement de Terre-Neuve et les familles de soldats achetèrent 16 hectares de terres, édifièrent un mémorial et créèrent le parc. Celui-ci est officiellement ouvert le 7 juin 1925 par le Field Marshal, Douglas Haig. Il est aujourd'hui l'un des deux seuls Lieux historiques nationaux du Canada situés hors du Canada avec le mémorial de Vimy.
Le parc terre-neuvien est l'un des sites majeurs du circuit du Souvenir. L'ensemble comprenant le parc, le champ de bataille et le monument aux morts a été désigné lieu historique national du Canada le 19 novembre 1996 par la commission des lieux et monuments historiques du Canada.
Le parc terre-neuvien de Beaumont-Hamel, dans sa totalité (mémorial terre-neuvien ; monuments commémoratifs ; cimetières militaires ; vestiges du champ de bataille), situé sur le territoire des communes de Beaumont-Hamel et d’Auchonvillers), est protégé au titre des  monuments historiques : inscription par arrêté du 31 juillet 2017.

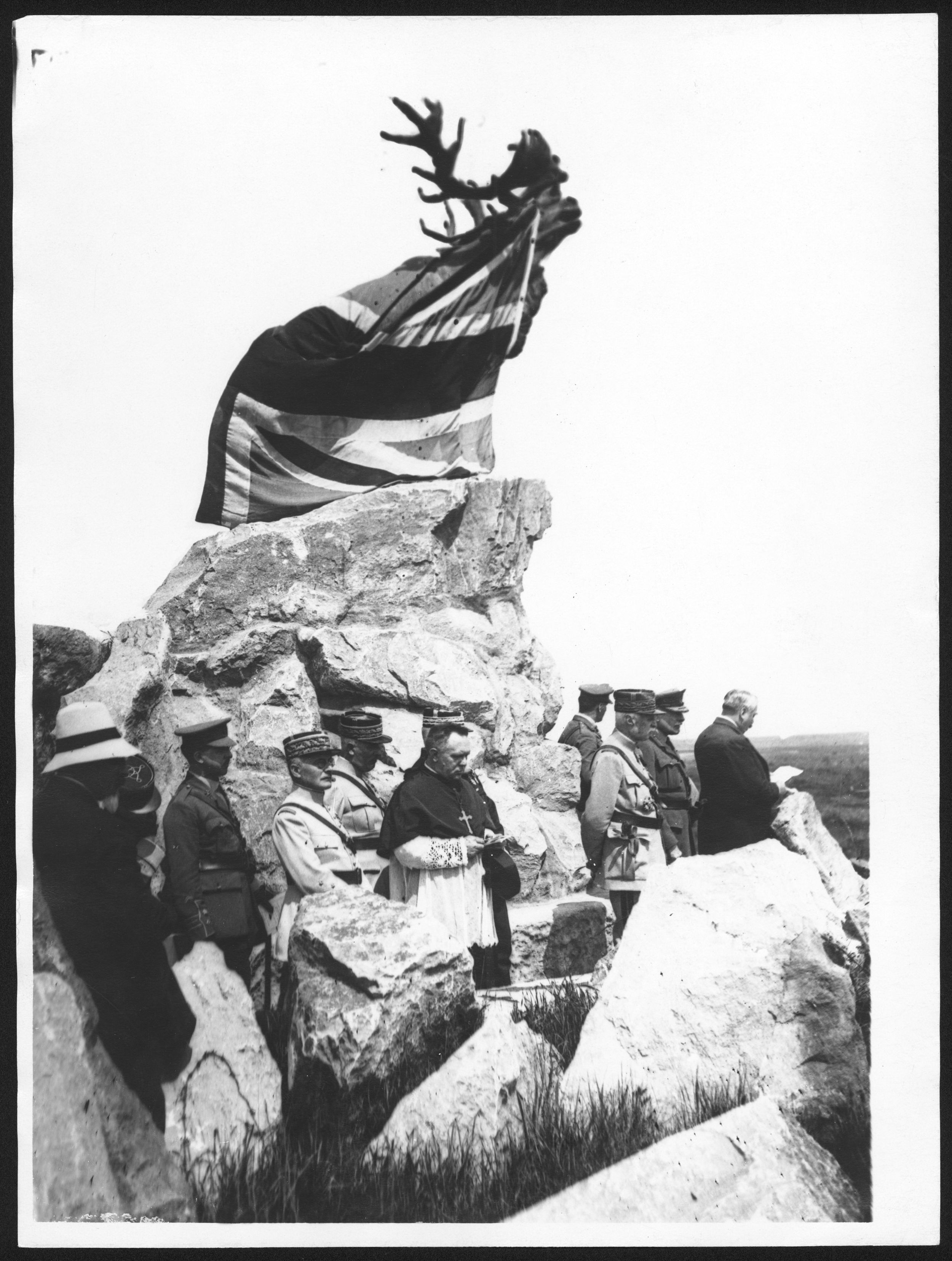
Inauguration du Caribou du mémorial en 1925.
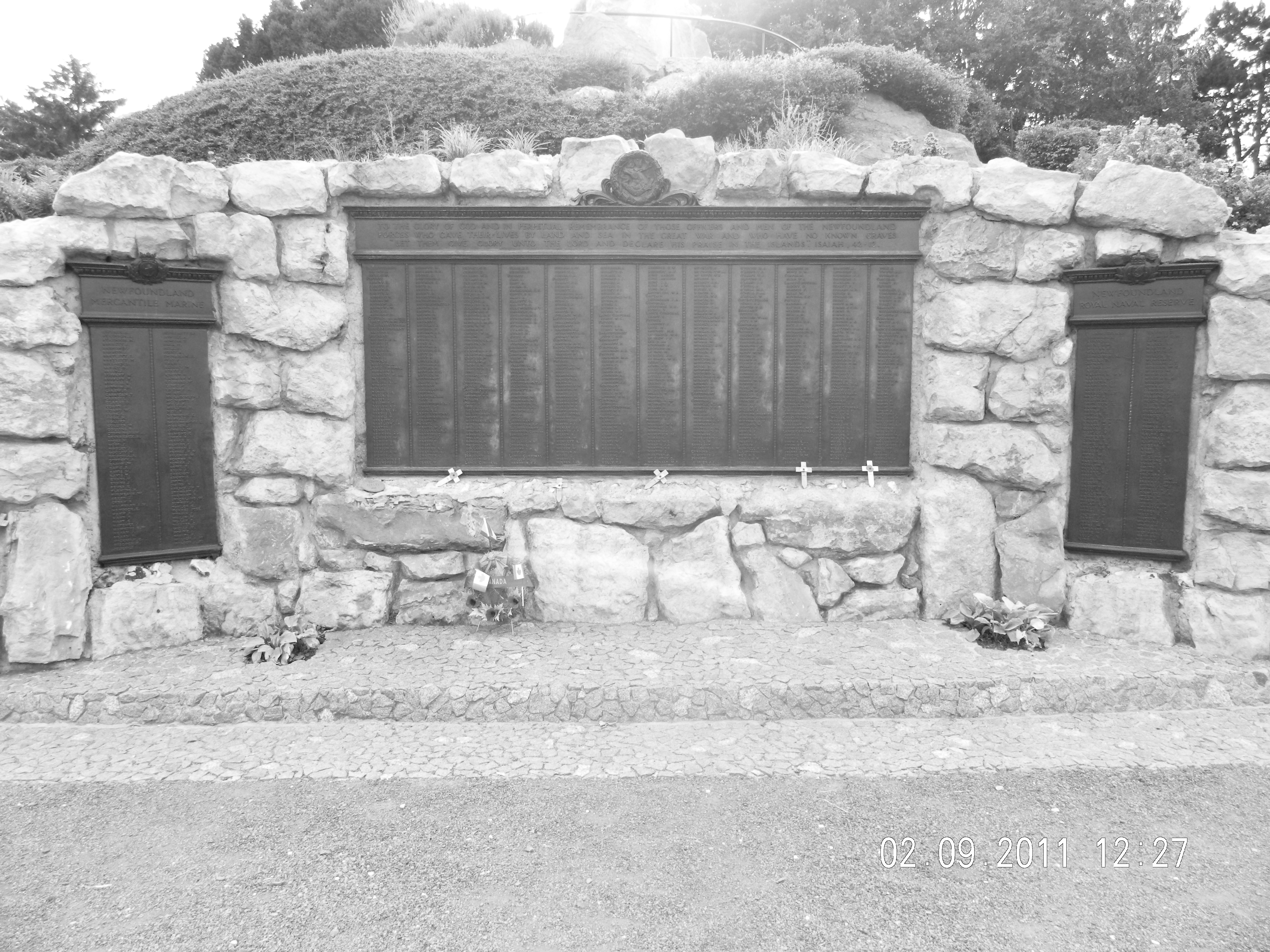
Mémorial terre-neuvien, plaques en bronze où sont inscrits les noms des disparus.
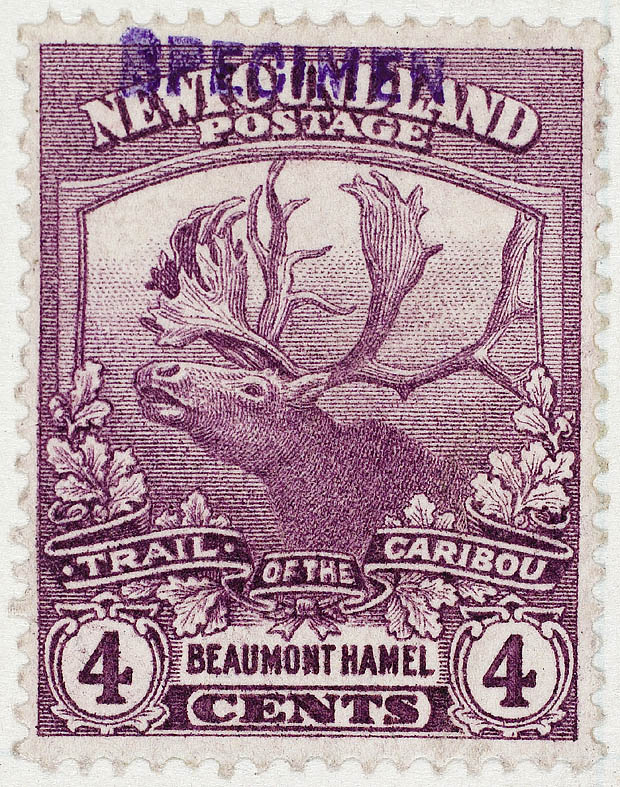
Timbre poste représentant le Caribou de Beaumont-Hamel.

## Parc terre-neuvien
Le parc terre-neuvien de Beaumont-Hamel s'étend sur une trentaine d'hectares dont seize ont été aménagés par l'architecte-paysagiste Rodolphe Cochius en conservant le champ de bataille, les tranchées et autres traces de la Première Guerre mondiale.
Les arbres plantés dans le parc proviennent de Terre-Neuve : épinettes, sapins, épicéas blancs cornouillers, bouleaux, genévriers, érables , etc.
Le parc inauguré en 1925 a conservé des tranchées, dont l'une a pour nom, St John's Road. C'est un témoignage des âpres combats qui s'y sont déroulés et qui ont fait 233 tués, les tranchées allemandes n'étant qu'à 275 mètres des lignes canadiennes. Le sol également est marqué par des cratères d'obus.

### Monument à la29edivisionbritannique
À l'entrée du parc, un monument en pierre de forme pyramidale, est dédié à la 29e division britannique à laquelle appartenait le régiment de Terre-Neuve. Il rappelle le rôle joué par ses soldats au cours de la bataille de la Somme.

### Le mémorial terre-neuvien
Le mémorial est situé au pied de la butte du Caribou, couronnée au sommet d'une statue de caribou (insigne du Royal Newfoundland Regiment) en bronze, œuvre du sculpteur anglais Basil Gotto  (d) (1866-1954). Une réplique du caribou de Beaumont-Hamel orne le parc Bowring à Saint-Jean de Terre-Neuve (Terre-Neuve).
Les noms de 820 disparus, au cours de la Grande Guerre, du régiment royal de Terre-Neuve (de la Newfoundland Royal Naval Reserve) et de la marine marchande sont inscrits sur trois plaques de bronze scellées à la base de la butte.
Le sommet de la butte offre une vue d'ensemble du site. Une table d'orientation permet de se repérer.

### Les vestiges du champ de bataille
Des portions de tranchées ont été préservées de même que des cratères d'obus. On peut repérer les lignes britanniques assez bien conservées et les lignes allemandes entre St.John’s (chemin qui passe devant le caribou) et le ravin Y ainsi qu'une reconstitution de l’Arbre du danger, restes d'un arbre décharné par les combats.

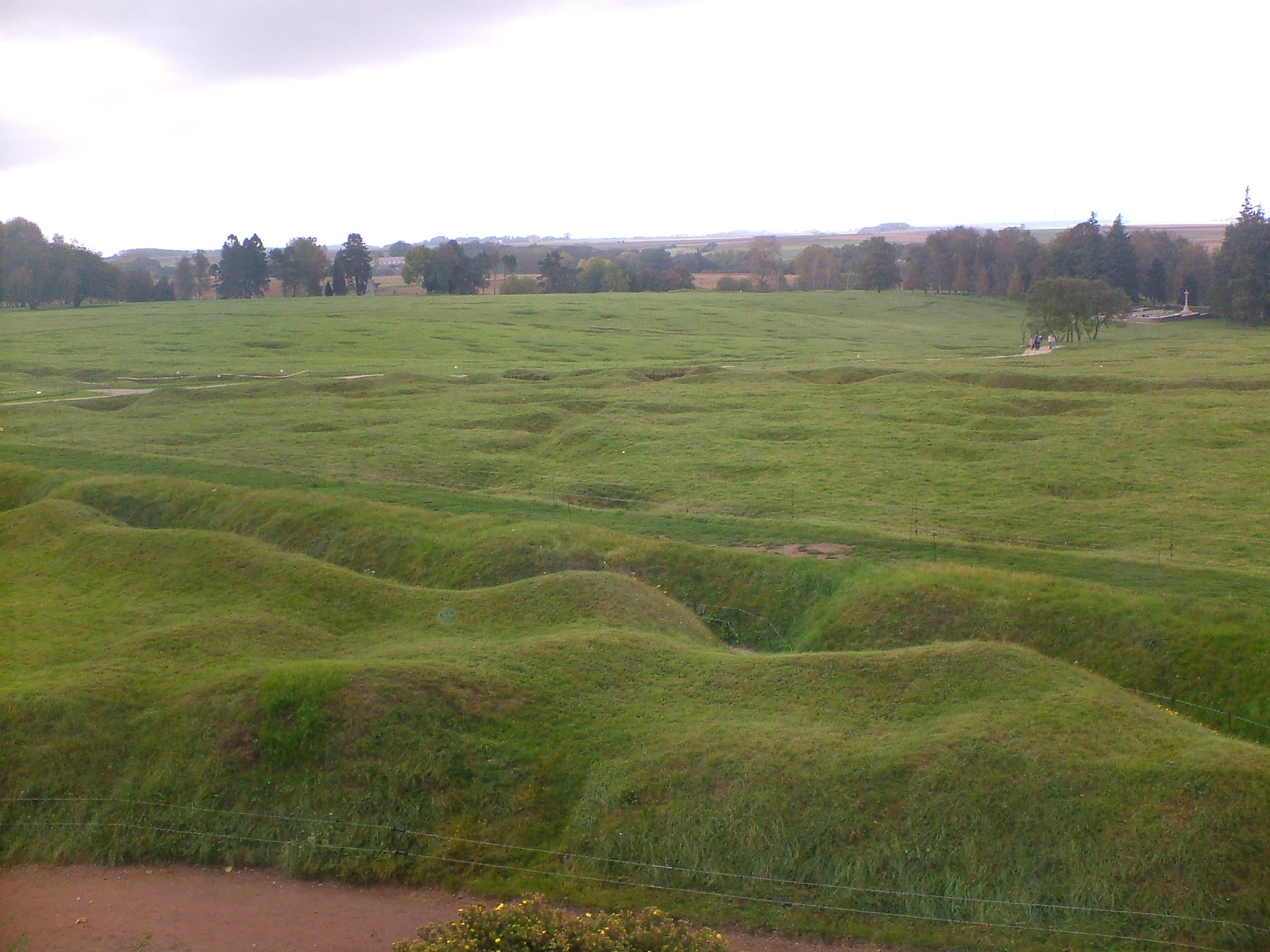
Champ de bataille.
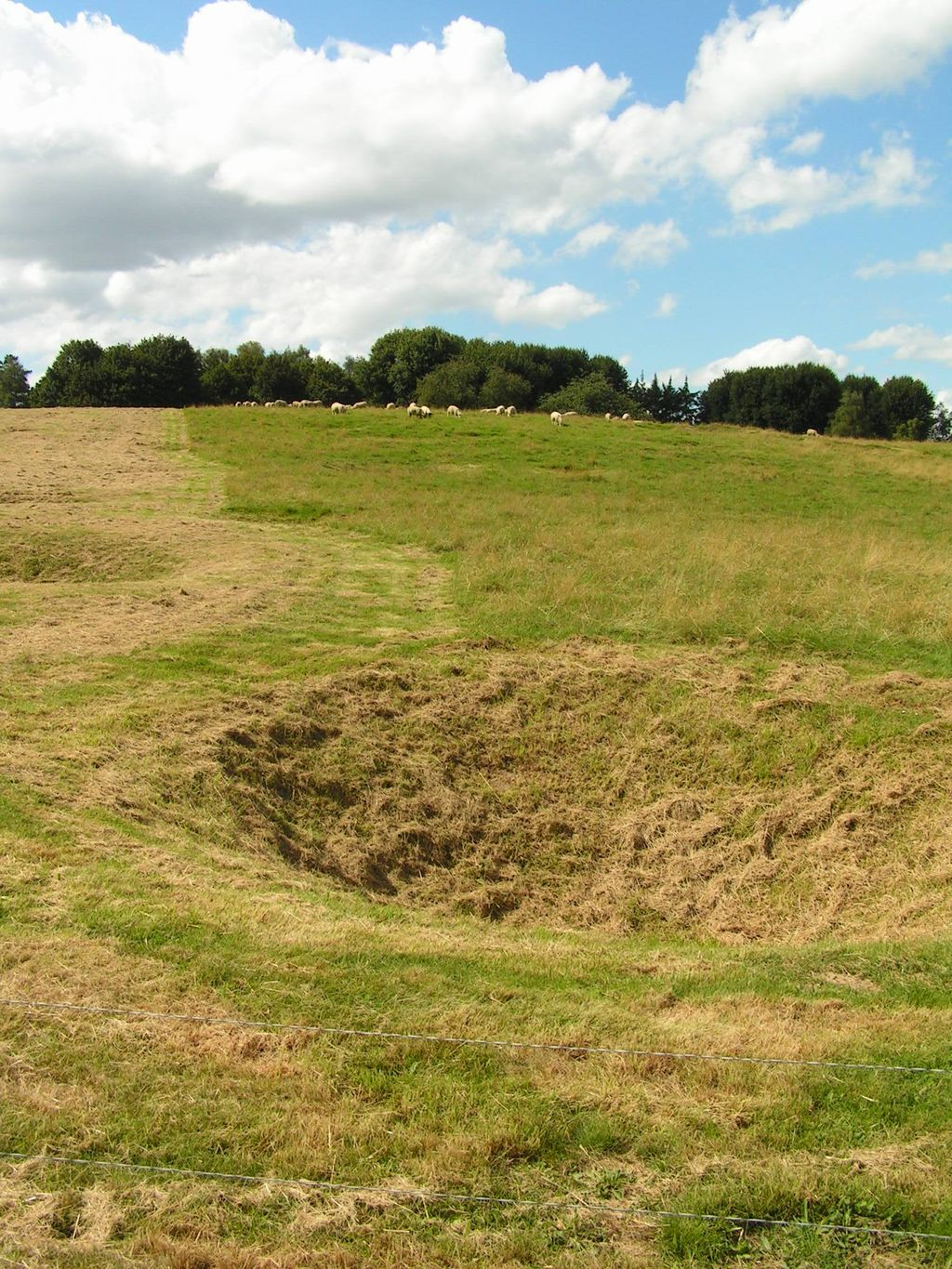
Impacts d'obus dans le parc terre-neuvien.
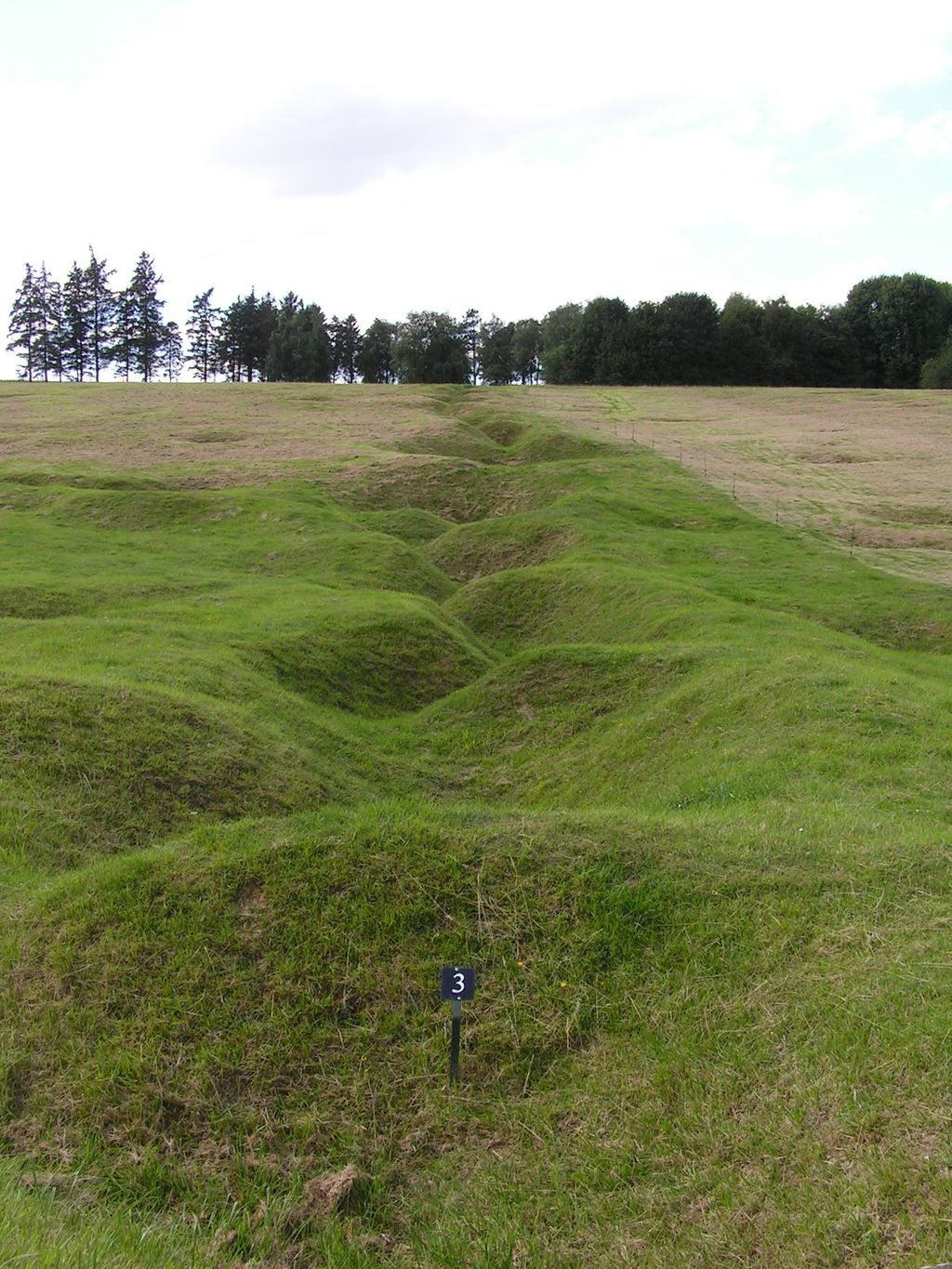
Tranchée conservée de la Première Guerre mondiale.
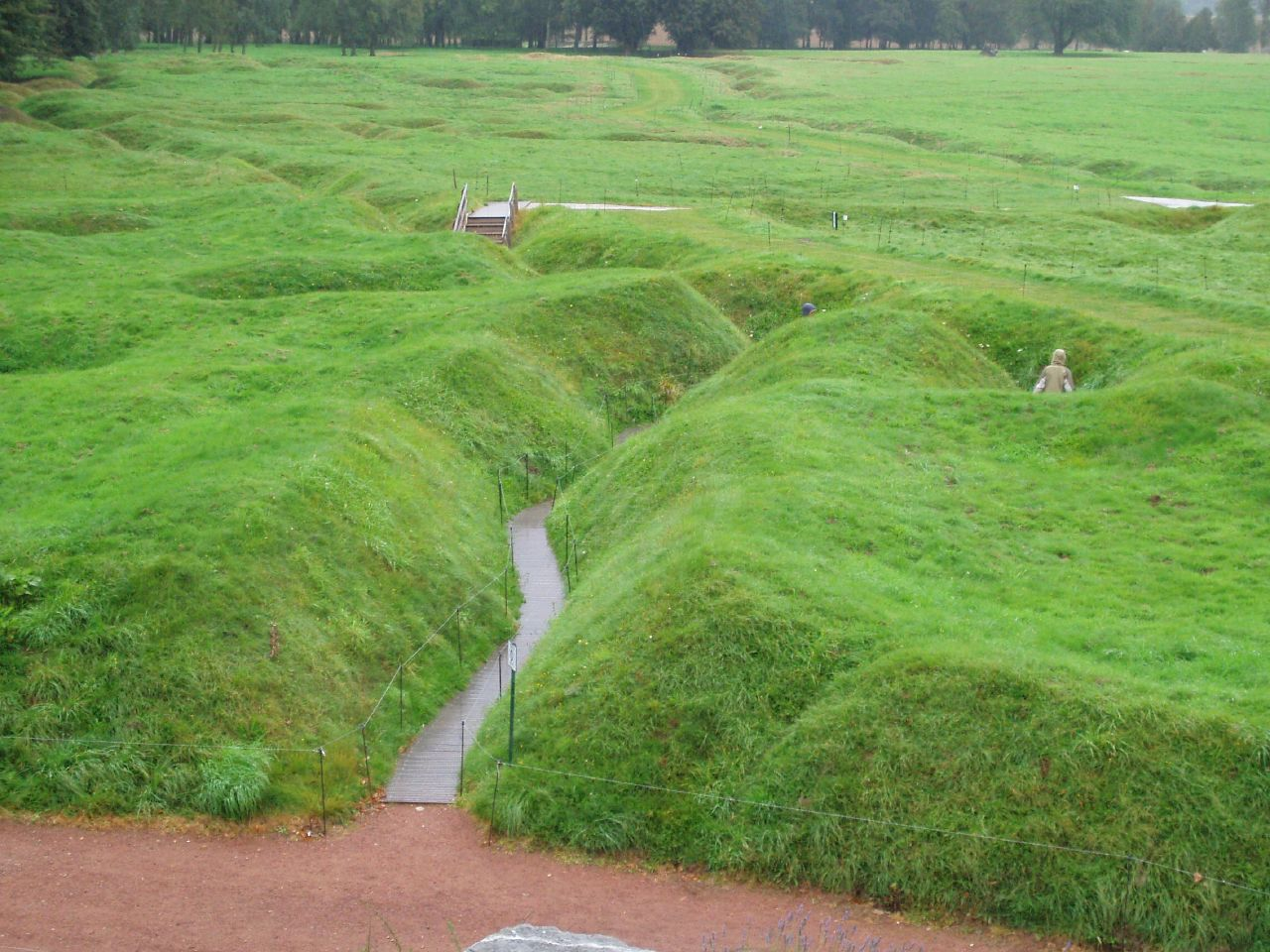
Champ de bataille de Beaumont-Hamel, vestiges de tranchées.
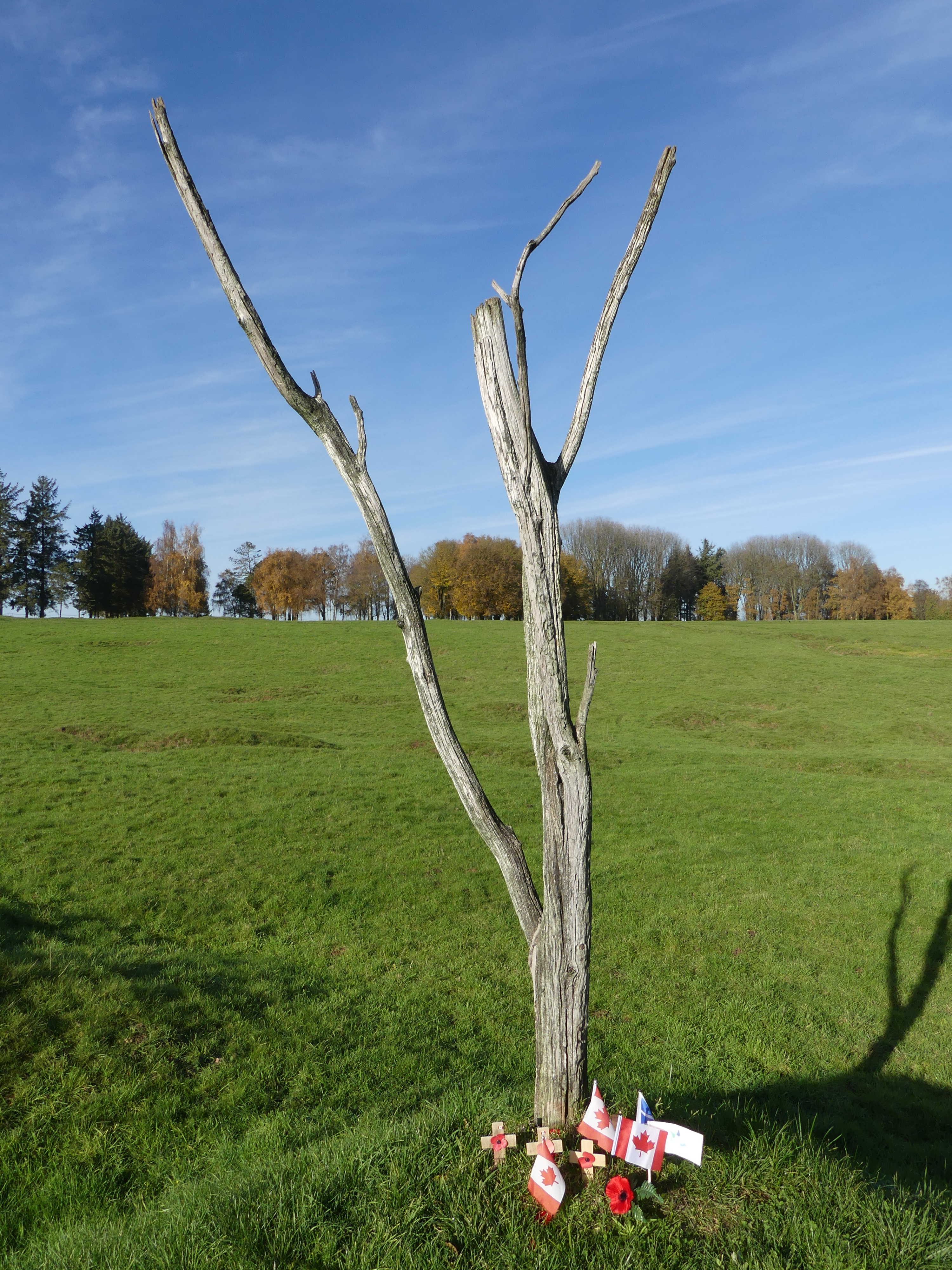
Champ de bataille, reconstitution de l'Arbre du danger

### Monument à la51edivisiondes Highlands
Situé à l'extrémité nord du parc, le monument de la 51e division d'infanterie écossaise domine le « ravin Y ». Il est érigé sur une terrasse sur laquelle on accède par un escalier en pierre. Il est encadré, de chaque côté, par une statue de lion. Le monument proprement dit est composé d'une statue de soldat écossais des Highlands, en tenue traditionnelle (kilt en tartan), le regard tourné vers les lignes allemandes dont les Écossais s'emparèrent le 13 novembre 1916. Cette statue, œuvre de George Henry Paulin, surmonte un socle pyramidal en granit de Rubislaw (Écosse) sur lequel figure une inscription en anglais et en gaélique : « La a'Blair s'math n Cairdean » (Les amis sont bons le jour de la bataille). Elle a été inaugurée le 28 septembre 1924 par le maréchal Foch.
En avant de ce monument, une croix de bois a été érigée à la mémoire des soldats de la 51e division écossaise ayant combattu au « High Wood » (le bois des Fourcaux à Longueval), en juillet 1916.

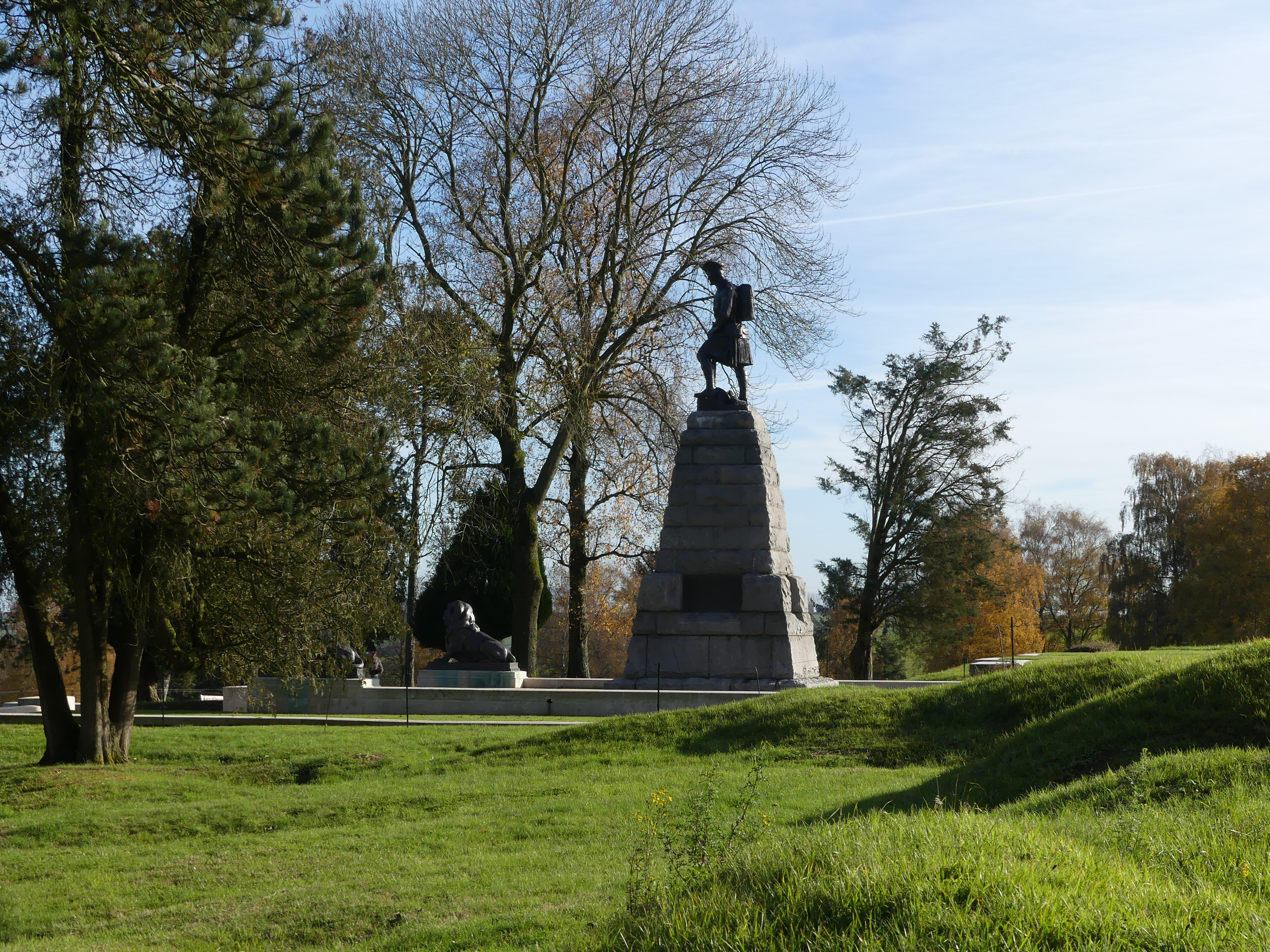
Monument à la 51e division des Highlands à Beaumont-Hamel

### Cimetières militaires

#### Y ravine cemetery
Cette nécropole contient 428 corps (383 Britanniques et 45 Canadiens de Terre-Neuve). Le « ravin Y » (Y ravine) est une dépression d'une quarantaine de mètres de profondeur, en forme de Y, dont la base mesure un kilomètre et demi jusqu'à la vallée de l'Ancre. Les deux branches mesurent cinq cents mètres. L'une, se trouve aux abords du parc terre-neuvien, tandis que l'autre se trouve à proximité du village de Beaumont-Hamel.

#### Hunter's cemetery
C'est une nécropole de forme circulaire qui contient 46 corps de soldats écossais. Cette forme particulière est liée aux conditions dans lesquelles les hommes ont dû être inhumés : le 13 novembre 1916, jour de la reprise du village de Beaumont-Hamel, 46 soldats furent tués près de ce lieu. Ils furent enterrés par leurs camarades dans un vaste cratère d'obus. L'origine du nom « hunter's » (les chasseurs) pour le désigner n'est pas connue localement.

#### Hawthorn Ridge cemeteryno2

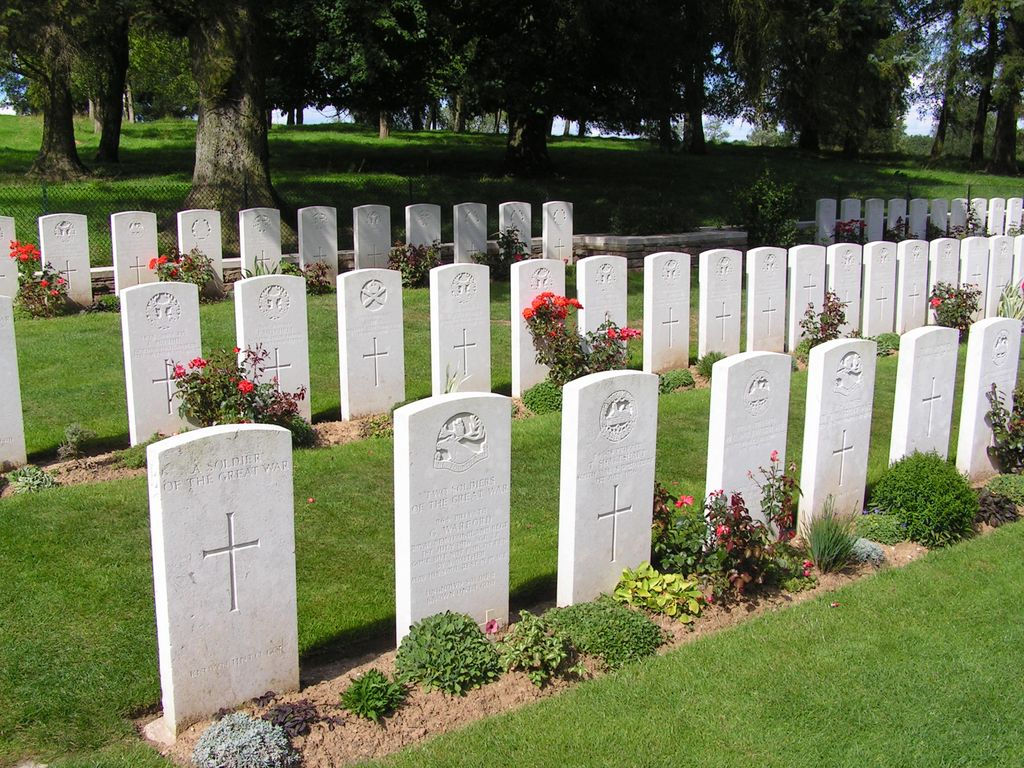
Tombes de soldats du Newfoundland Regiment.
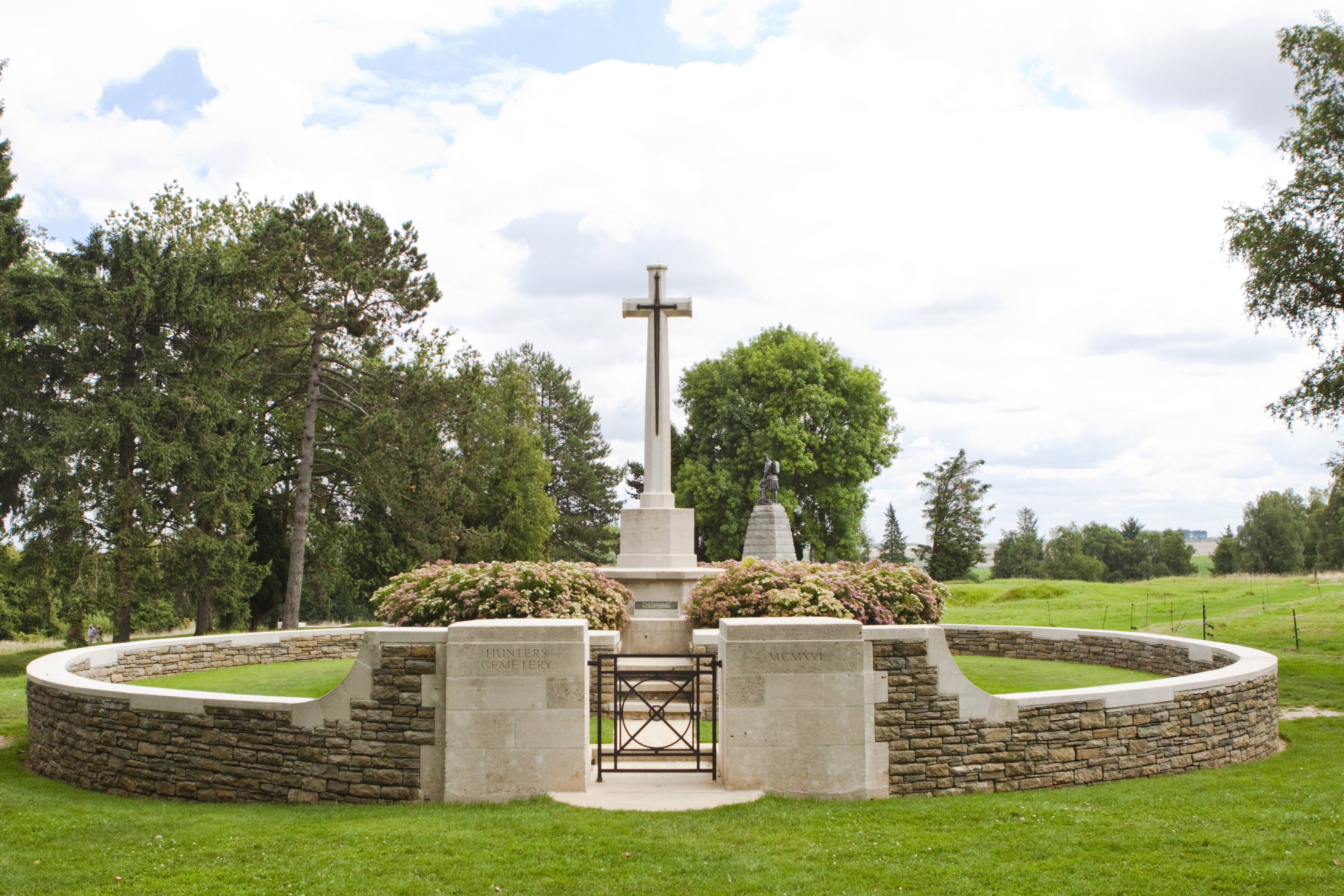
Hunter's cemetery, au fond, monument à la 51e division écossaise.
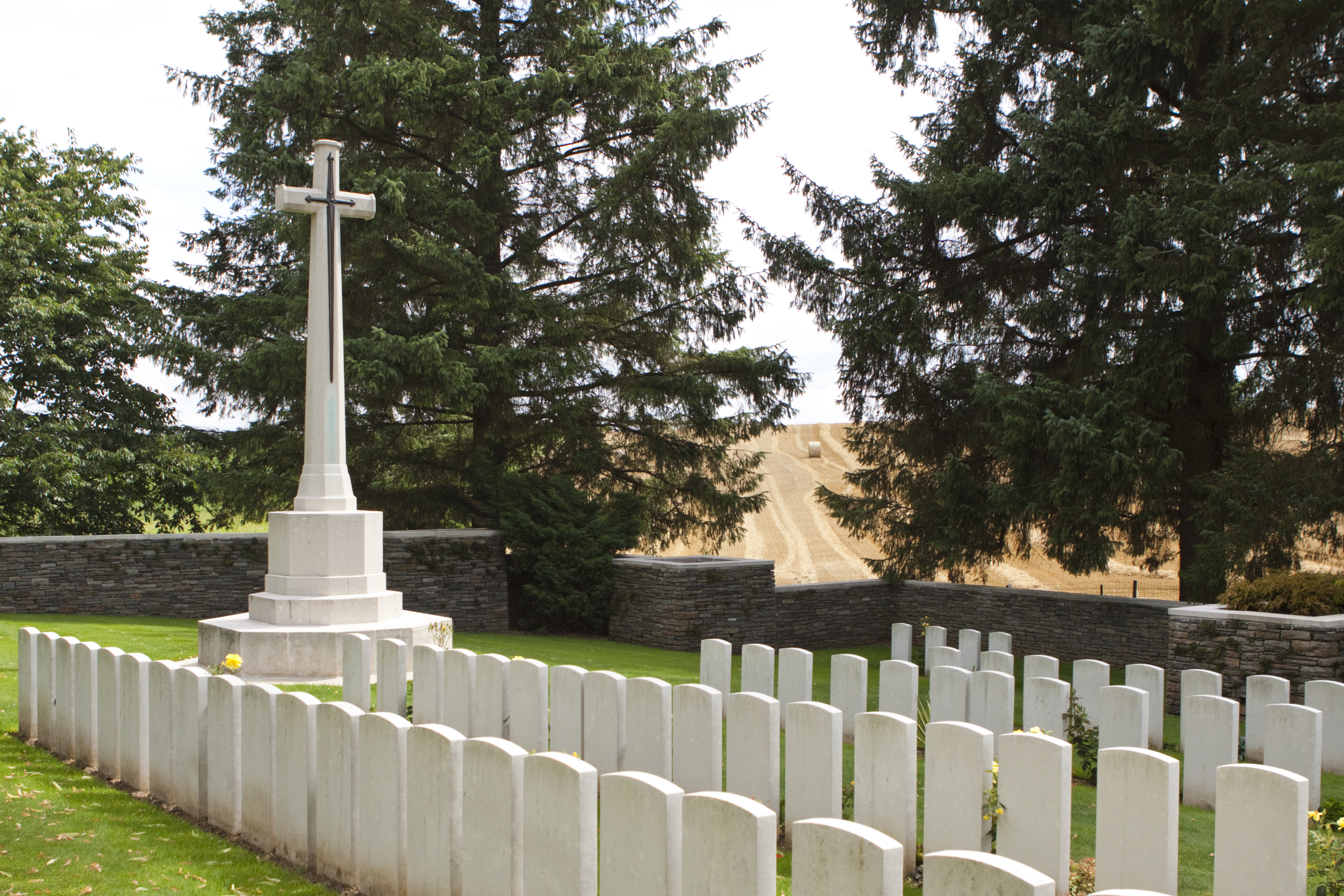
Y Ravine Cemetery.

### Centre d'accueil et d'interprétation
Un centre d’interprétation situé à l'entrée du parc permet de compléter la visite par une exposition permanente de documents. Le contexte historique dans lequel vivaient les Terre-Neuviens au début du XXe siècle est retracé de même que l'histoire du Royal Newfoundland Regiment depuis sa création en 1914 jusqu'à la fin de la guerre.